# Воропаев, Алексей Макарович
Алексе́й Мака́рович Воропа́ев (5 июня 1929 года, с. Троицкое Семилукского района Воронежской области, РСФСР, СССР, — 5 сентября 2013 года, г. Воронеж, Российская Федерация) — заслуженный работник сельского хозяйства РФ, Почётный гражданин городов Воронежа (1998) и Лисок, Лискинского и Подгоренского районов Воронежской области.

## Биография
Родился в 1929 году в селе Троицкое (ныне Семилукского района Воронежской области). В 1951 году окончил зоотехнический факультет Воронежского зоотехническо-ветеринарного института. Работал зоотехником зооветучастка, главным зоотехником райсельхозуправления, заведующим райсельхозотделом Медвежьегорского района Карело-Финской ССР, главным зоотехником Новокалитвенской районной инспекции по сельскому хозяйству.
С 1959 года секретарь Россошанского, с 1965 года — 1-й секретарь Подгоренского, с 1970 — Лискинского райкомов КПСС.
С 1975 года — начальник Управления сельского хозяйства Воронежской области. В 1977 года избран секретарём Воронежского обкома КПСС по сельскому хозяйству, а в 1978 году — председателем Воронежского облисполкома.
С 1989 года на пенсии. Умер 5 сентября 2013 года. Похоронен в Воронеже на Коминтерновское кладбище.
Депутат ВС РСФСР (1980—1990), делегат XXVI съезда КПСС (1981).

## Награды
- орден Ленина
- орден Трудового Красного Знамени
- два ордена «Знак Почёта»